# نریمان نریمانف
نریمان کربلائی نجف‌اوغلو (به انگلیسی: Nariman Karbalayi Najaf oglu Narimanov)(به ترکی آذربایجانی: Nəriman Kərbəlayi Nəcəf oğlu Nərimanov) به روسی Нарима́н Кербелаи Наджа́ф оглы Нарима́нов) یا به اختصار نریمان نریمانف (۲ آوریل ۱۸۷۰ (۲۵ فروردین) در تفلیس – ۱۹ مارس ۱۹۲۵ (۲۹ اسفند) در مسکو ۵۴ سال) نویسنده آذربایجانی، انقلابی بلشویک، نویسنده، ناشر، روزنامه‌نگار، سیاستمدار و دولتمرد بود. در سال ۱۹۲۰ نریمانف رهبری اولین سال آغازین دولت جمهوری شوروی سوسیالیستی آذربایجان در ترکیب اتحاد جماهیر شوروی را به عهده گرفت و جانشین میرزا داوود حسینوف رئیس کمیته موقت انقلابی شد (۱۶ ماه مه سال ۱۹۲۰–۱۹ ماه مه سال ۱۹۲۱)، سپس او مدتی رئیس شورای کمیسرهای خلق (۱۹۲۱–۱۹۲۲) بود. در سال ۱۹۲۲، او به عنوان رئیس جمهوری فدراتیو سوسیالیستی قفقاز جنوبی شوروی انتخاب شد. او در نخستین جلسه کمیته اجرایی مرکزی اتحاد جماهیر شوروی در ۳۰ دسامبر ۱۹۲۲ یکی از چهار رئیس جلسه بود. نریمانف از آوریل ۱۹۲۳ تا آخر عمر عضو کمیته مرکزی حزب کمونیست اتجاد جماهیر شوروی بود.
نریمان نریمانف به دنبال حمله قلبی درگذشت و در میدان سرخ مسکو دفن شد.
نریمانف همچنین دبیر باشگاه همت در باکو بود که در اوایل ۱۲۸۳ توسط گروهی از مهاجران ایرانی به منظور تشکل‌دهی صدهزار کارگر ایرانی در باکو تأسیس شده بود و هسته مرکزی حزب اجتماعیون عامیون را تشکیل می‌داد.
منطقه‌ای بزرگ در شهر باکو، دانشگاه علوم پزشکی و ایستگاه‌های مترو به یادبود او نام‌گذاری شده‌اند. در منطقه لنکران یک شهر به نریمان‌آباد به افتخار او وجود دارد. شهرستان‌های دیگری به نام وی در روسیه و بلاروس است.
لئون تروتسکی نظریه‌پرداز مارکسیست مرگ نریمان را «دومین تاسف بزرگ برای بلوک شرق، پس از مرگ لنین» می‌داند. و گریگوری ارژنیکیدزه بلشویک گرجی‌تبار او را «بزرگ‌ترین نماینده حزب ما (کمونیست) در شرق» شمرده‌است.

## آثار ادبی

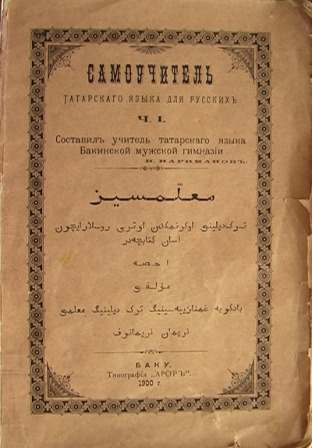
تصویر جلد کتابچه آموزش زبان ترکی برای روس‌ها که توسط نریمان بیگ در سال ۱۹۰۰ در باکو منتشر شده.

نریمانف کتاب بازرس دولت نیکلای گوگول را به ترکی ترجمه کرد و تعداد زیادی نمایشنامه، داستان و رمان مانند بهادر و سونا (۱۸۹۶) را نوشت. او همچنین نویسنده کتاب‌های سه‌گانه تاریخی نادر شاه (۱۸۹۹) است.